# Boliviaanse stekelstaart
De Boliviaanse stekelstaart (Cranioleuca henricae) is een zangvogel uit de familie Furnariidae (ovenvogels). Het is een bedreigde, endemische vogelsoort in Midden-Bolivia.

## Kenmerken
De vogel is 14,5 cm lang. Het is een overwegend grijs tot olijfbruin gekleurde ovenvogel. De vogel heeft een opvallende witachtige wenkbrauwstreep die tot het achterhoofd doorloopt. De kruin, vleugels en staart zijn olijfbruin. De oorstreek is donkergrijs, terwijl de keel, borst en buik lichter grijs zijn. De poten zijn geelachtig. De ondersnavel is licht, de bovensnavel is aan de basis donker. De vogel heeft een karakteristieke zang.

## Ontdekking, verspreiding en leefgebied
In 1997 beschrijven Sjoerd Maijer en Jon Fjeldså een aantal soorten stekelstaarten die voorkomen in dalen van de oostkant van de Andes. Hieronder zijn  de streepwangstekelstaart (C. antisiensis) uit Noord-Peru en zuidwestelijk Ecuador en de vale stekelstaart (C. pallida) uit  Brazilië. Deze soort wijkt daarvan af en is daarom een nieuwe, endemisch soort in Bolivia. Maijer noemde deze vogel naar zijn moeder Henrica van der Werff. De vogel komt voor in droge dalen in de departementen Cochabamba en La Paz. Het leefgebied bestaat uit droge, loofverliezende montane bossen tussen de 1800 en 3300 m boven zeeniveau.

## Status
De Boliviaanse stekelstaart heeft een beperkt verspreidingsgebied en daardoor is de kans op uitsterven aanwezig. De grootte van de populatie werd in 2013 door BirdLife International geschat op 1600 tot 6700 volwassen individuen en de populatie-aantallen nemen af. Het leefgebied wordt aangetast door ontbossing waarbij natuurlijk bos wordt omgezet in aanplantingen van exotische Eucalyptus houtsoorten of wordt omgezet in begrazingsgebied voor vee. Om deze redenen staat deze soort als bedreigd op de Rode Lijst van de IUCN.